# Escrita colaborativa

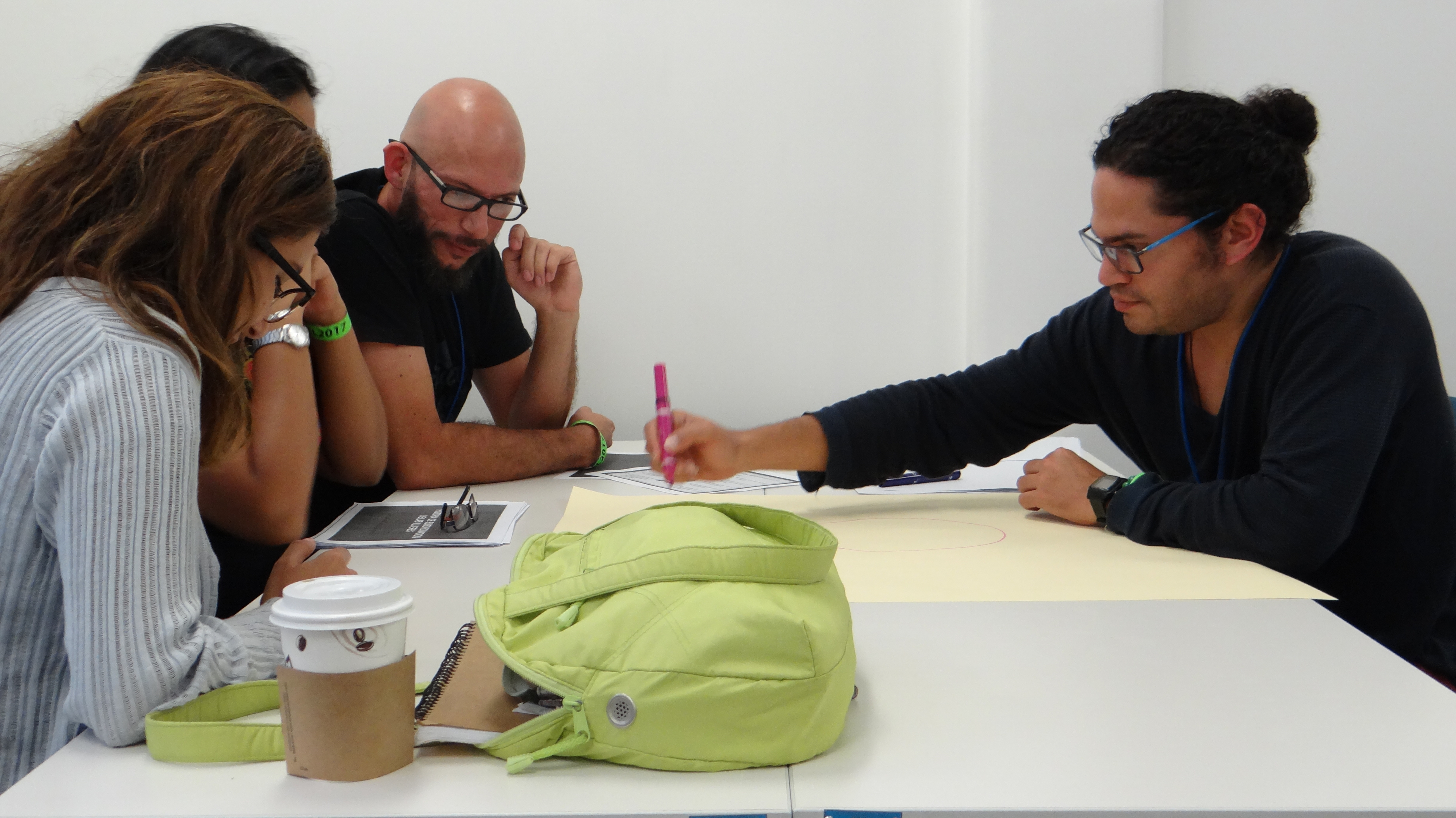
Pessoas trabalhando juntas, escrevendo e desenhando em uma mesa.

O termo escrita colaborativa se refere a projetos de produção textual cujos textos são criados de modo conjunto, e não de forma individual. Enquanto alguns projetos são supervisionados por um editor ou um time editorial, muitos desses acabam por crescer sem orientações específicas. Assim, para que os objetivos da produção colaborativa sejam alcançados, o debate em grupo é de extrema importância, visando, então, a síntese de diferentes perspectivas sobre um mesmo assunto.
Com a chegada da Internet, este modo de produção destacou-se no que diz respeito à criação em conjunto, já que diversos aplicativos e softwares, que operam no formato colaborativo, como a própria Wikipédia, facilitam o desenvolvimento acadêmico realizado por dois ou mais autores. Para mais, a escrita colaborativa também tem sido muito usada no contexto educacional e, por isso, vem despertando a atenção dos pesquisadores que se dedicam a estudar as novas formas de autoaprendizagem na sociedade moderna.

## Aproximação prática
Num ambiente realmente colaborativo, cada contribuinte tem a mesma habilidade de adicionar, editar e remover texto. O processo de escrita se torna uma tarefa recursiva, na qual cada alteração impele outros a fazerem mais mudanças. Isto é mais fácil se o grupo tem um fim específico em mente e mais difícil se o objetivo é ausente ou vago.
Um bom método de discussão e comunicação é essencial, especialmente se houver discordâncias entre os colaboradores.
A escrita colaborativa, conhecida também por autoria colaborativa, um dos pressupostos da inclusão digital, é um dos elementos essenciais ao processo de aprendizagem.

## Escrita colaborativa na cultura digital
No que diz respeito à cultura digital, as práticas de escrita colaborativa mostram-se cada vez mais recorrentes à produção e à divulgação de informações em plataformas virtuais. Com os constantes avanços no campo das Tecnologias da Informação e da Comunicação (TIC’s), surgem, também, novos padrões cognitivos de interação com o conhecimento, essencialmente ligados aos processos de globalização do ciberespaço e de consolidação das redes de inteligência coletiva entre os indivíduos, conforme teorizado pelo sociólogo Pierre Lévy.
Além, para o domínio da Linguística, a colaboração escrita no meio cibernético está intimamente relacionada ao surgimento de novos gêneros textuais, como os hipertextos, e seus elementos linguísticos, as hiperligações. Este tipo de construção textual configura o modo segundo o qual a própria Wikipédia funciona, por exemplo, à medida que seus conteúdos são desenvolvidos de maneira voluntária por autores diversos, e os leitores têm livre acesso aos mecanismos de produção escrita da plataforma.

### Plataformas Digitais para Escrita Colaborativa
- Authorea
- Gobby
- Manuscripts
- Overleaf
- SubEthaEdit

## Escrita colaborativa e a educação
A escrita colaborativa é um método de trabalho em grupo, que ocorre tanto no local de trabalho como na sala de aula, colocando os alunos em diálogo para construir um único texto, ao contrário da escrita individual, em que normalmente se escreve sozinho e em silêncio. Atualmente, os pesquisadores expandem a ideia de escrita colaborativa para além dos grupos que trabalham juntos para concluir uma tarefa de escrita.
Em uma situação de interação, como é o caso da escrita colaborativa, muitas modificações surgem em resposta aos questionamentos de outros colaboradores, o que aponta para o papel fundamental e importante da escrita colaborativa, diferentemente do que ocorre na individual: ao escrever, o aluno se depara com formas escritas que diferem da sua, que o levam a se interrogar e a interrogar o outro. A possibilidade de conhecer o que o aluno pensa acerca do que escreve só é possível pela dimensão do diálogo ao processo de escrita colaborativa, que expõe os pontos de tensão e as rasuras orais.
A situação de escrita colaborativa escolar permite, ainda, observar as características do processo de aprendizagem da composição escrita e as estratégias utilizadas pelos alunos na resolução dos problemas que aparecem em vários níveis e em vários momentos do processo.

## Escrita colaborativa e História Pública
A História Pública é um campo de estudo da História que se preocupa com as produções de sentido sobre o passado originadas fora da Academia e da historiografia especializada, transcendendo os métodos, objetos de estudo, linguagens e formatos tradicionais de  pesquisa, pois, tende ao trabalho colaborativo entre o historiador e outros autores, com o objetivo de produzir novos relatos históricos que tenham atores mais diversos. É uma História voltada para o público, que foca na ampliação das audiências.
Como uma reação à crise de empregos dos recém graduados da História, a História Pública é conceitualizada nos meados da década de 1970, na Universidade da Califórnia, em Santa Barbara, com a intenção de trazer uma amplitude maior de áreas de trabalho dentro da História e reconhecer essa identidade profissional para o historiador que trabalha para além da Academia ou do ensino básico.
A profissionalização de historiadoras e historiadores e o desenvolvimento da história pública estão diretamente relacionados.
É uma área que está constantemente em contato com a história oral, a preservação histórica, os arquivos, museus, memoriais, lugares históricos, centros de memória, entre outros. É uma possibilidade de difundir o conhecimento histórico a partir de: museus, arquivos, televisões, rádio, jornais, revistas, podcasts, consultorias, memórias empresariais, divulgações científicas, fotografia, filmes, documentários, livros, redes sociais, entre outros espaços, sem perder a seriedade e o comprometimento com a pesquisa.
A História Pública traz uma possibilidade não apenas de conservação e divulgação histórica, mas uma construção de conhecimento atento aos processos sociais, à diversidade, à decolonialidade, à elaboração de memórias coletivas e à busca pela verdade, justiça e reparação das vítimas em determinados contextos. A história pode ser escrita de forma mais próxima das grandes massas, da população, dos não historiadores, das camadas sociais que durante muito tempo se viram como uma voz silenciada na historiografia.